# Silbertalsperre
Die Silbertalsperre (auch Schevelinger Talsperre) liegt zwischen den Ortschaften Hönnige und Kreuzberg im Nordosten von Wipperfürth in Nordrhein-Westfalen, Oberbergischer Kreis. 
Gestaut wird der Schevelinger Bach.

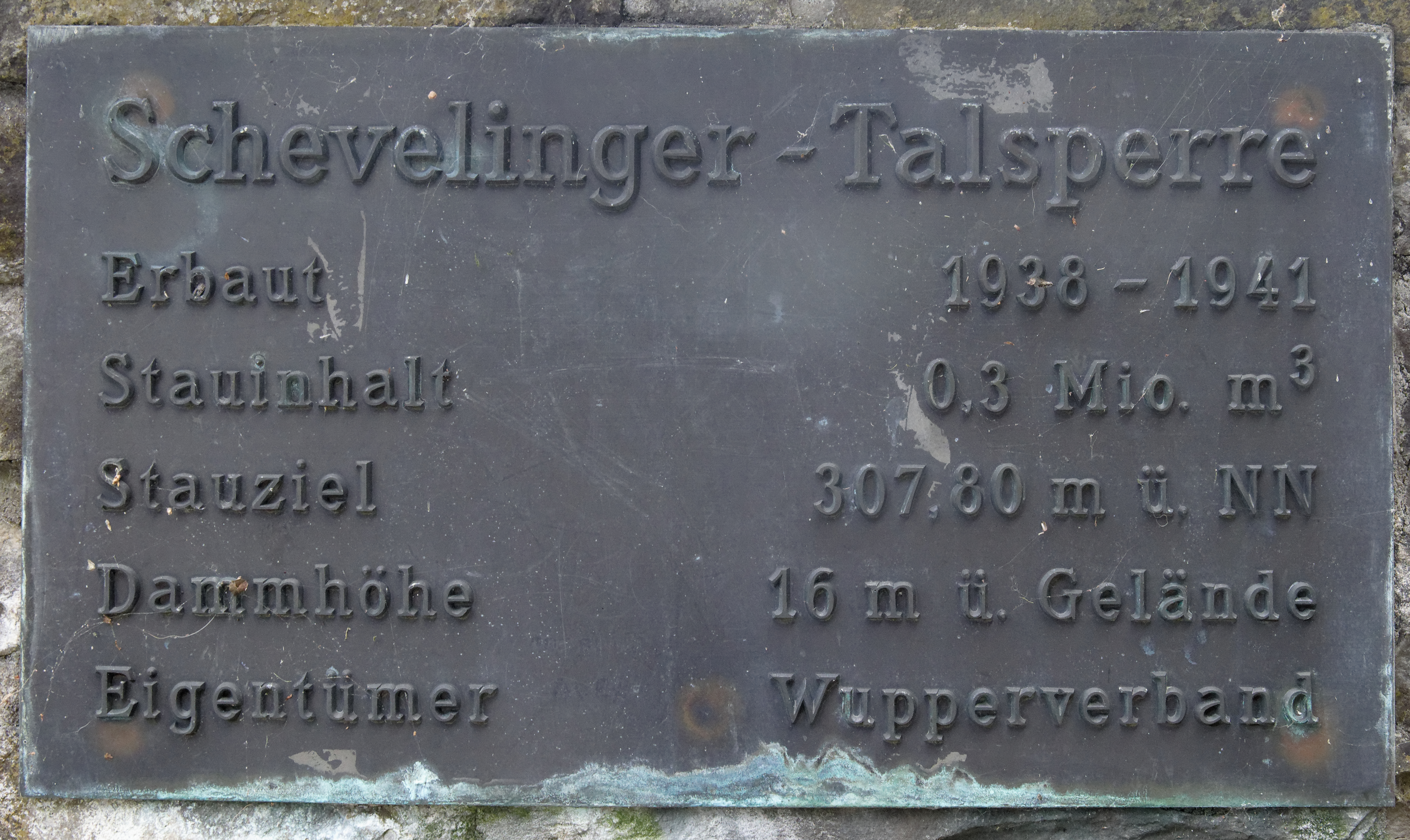
Zentrales Schild der Silbertalsperre

Sie ist eine Trinkwassertalsperre mit einem Fassungsvermögen von lediglich 300.000 m³ Wasser. Sie wurde 1938 bis 1941 gebaut und gehört zu dem Talsperrenverbund Silber-, Neye- und Eschbachtalsperre des Wupperverbandes. Von der Silbertalsperre führt ein unterirdischer Stollen zur Neyetalsperre, die wiederum mit der Eschbachtalsperre in Remscheid und der benachbarten Bevertalsperre verbunden ist. Zusammen bilden Silbertalsperre, Bevertalsperre, Neyetalsperre und der Mühlenteich Wasserfuhr den so genannten Bever-Block.
Der Staudamm ist ein Steinschüttdamm mit Asphaltbeton-Außendichtung.
Vorrangig soll die Sperre das aus dem Einzugsgebiet gesammelte Wasser durch Absetzen der Schmutz- und Schwebestoffe reinigen.
Der umlaufende Wanderweg hat eine Länge von 1,7 km.